# Avieiros
Avieiros (1975) é um filme documentário de longa-metragem de Ricardo Costa. É um dos filmes portugueses que, tal como certas obras de António Campos, Manoel de Oliveira ou de António Reis, segue a linha do chamado cinema direto, na prática da antropologia visual, género criado por Robert Flaherty e desenvolvido por Jean Rouch, na prática e na teoria. É um filme do mesmo ano e sobre um tema idêntico ao de Gente da Praia da Vieira, de António Campos. 
É a primeira longa-metragem de Ricardo Costa e tem características que permitem enquadrá-la no movimento do Novo Cinema, no documentário. Foi filmada na aldeia da Palhota, na margem direita do rio Tejo, município do Cartaxo. Tem por homónimo o romance de Alves Redol, sobre o mesmo tema.[carece de fontes?] Tem passagens ilustradas com música de Carlos Paredes. 
Na versão televisiva, divide-se em três partes: 1 – Ti Zaragata e a Bateira, 2 – Quem só muda de camisa, 3 – Nas voltas do rio (RTP, série Mar Limiar).

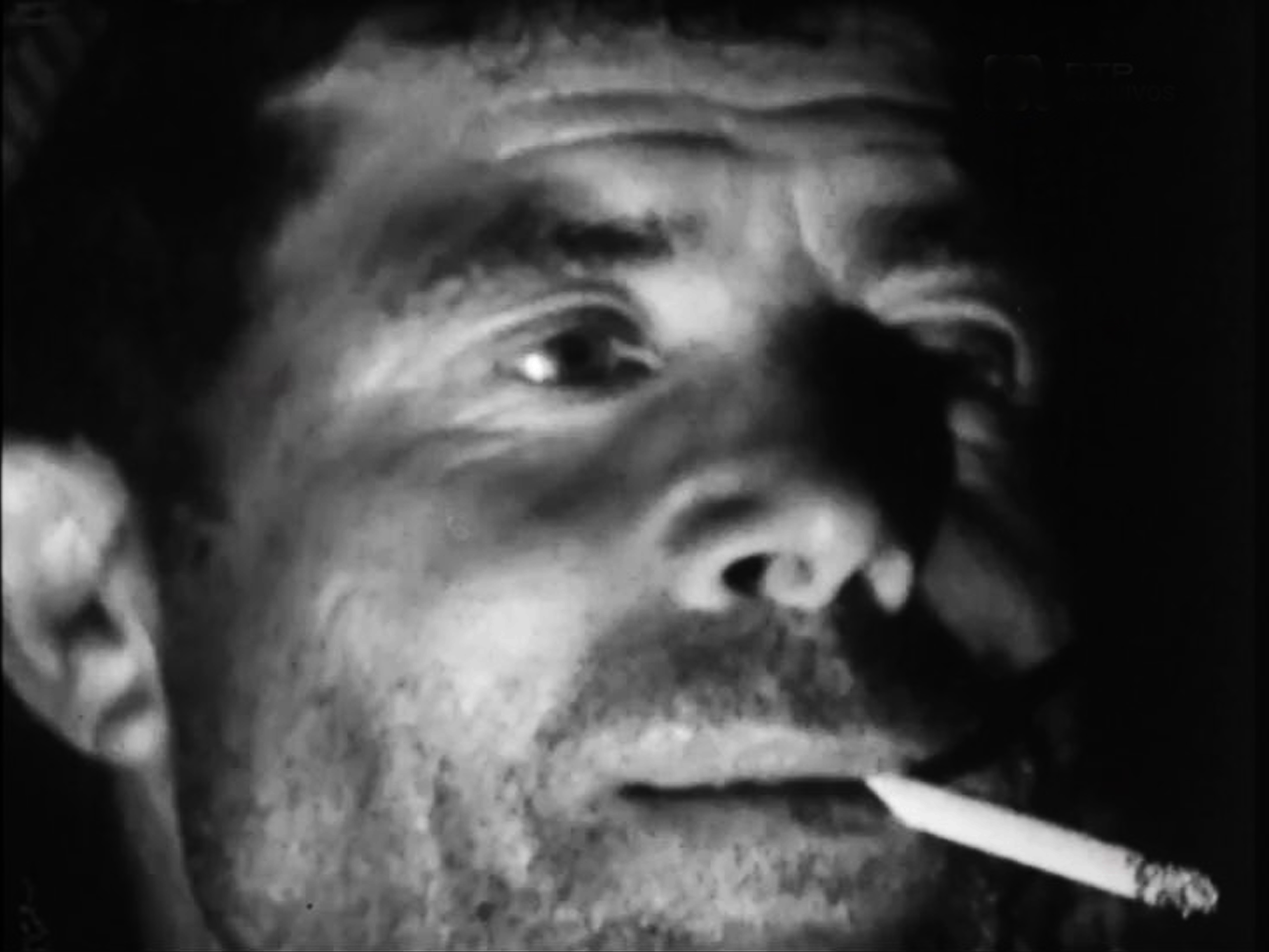
Zaragata pescando de noite

## Sinopse
Ti Zaragata é um pescador do Tejo que vive na Aldeia das Palhotas (Palhota), grupo de construções de madeira suspenso sobre as águas, na região de Azambuja, ditas edificações palafíticas.
A sua casa, como a dos outros avieiros, é feita de tábuas, tosca, pequena, mas tem o rio como paisagem: amplo, vivo, generoso. É ele todo o seu  sustento e todo o seu futuro. O seu passado é a longínqua Praia da Vieira (Vieira de Leiria), de onde ele e muitos outros vieram, visto lá ser mais dura a vida. O seu modo é a bateira, essa fina barca de popa e ré erguidas, feita para romper as ondas do mar, mas que ali, na mansidão do Tejo, só serve para botar figura.
É isso de que mais gosta, o Zaragata.  A alcunha bem o ilustra. Bêbado dá que falar e sóbrio pesca. Vive com a poesia sem ser poeta, gosta de tocar gaita. Para ser poeta basta viver como os outros vivem. Basta correr o rio de cima abaixo, bater uma soneca debaixo de um choupo. Basta conviver, soltar a língua. Basta seguir o curso da Revolução de Abril e ter esperança. Basta também saber ficar calado a topar o que se passa. E ali está em cena nesse mesmo dia, num teatro ambulante, uma peça em que o bom povo contracena com o Movimento das Forças Armadas, o MFA.
Era valente o espetáculo. E bom para continuar. Mas a vida é a vida. E por ali fica o Zaragata, a mulher e os outros … a ver no que vai dar a peça.

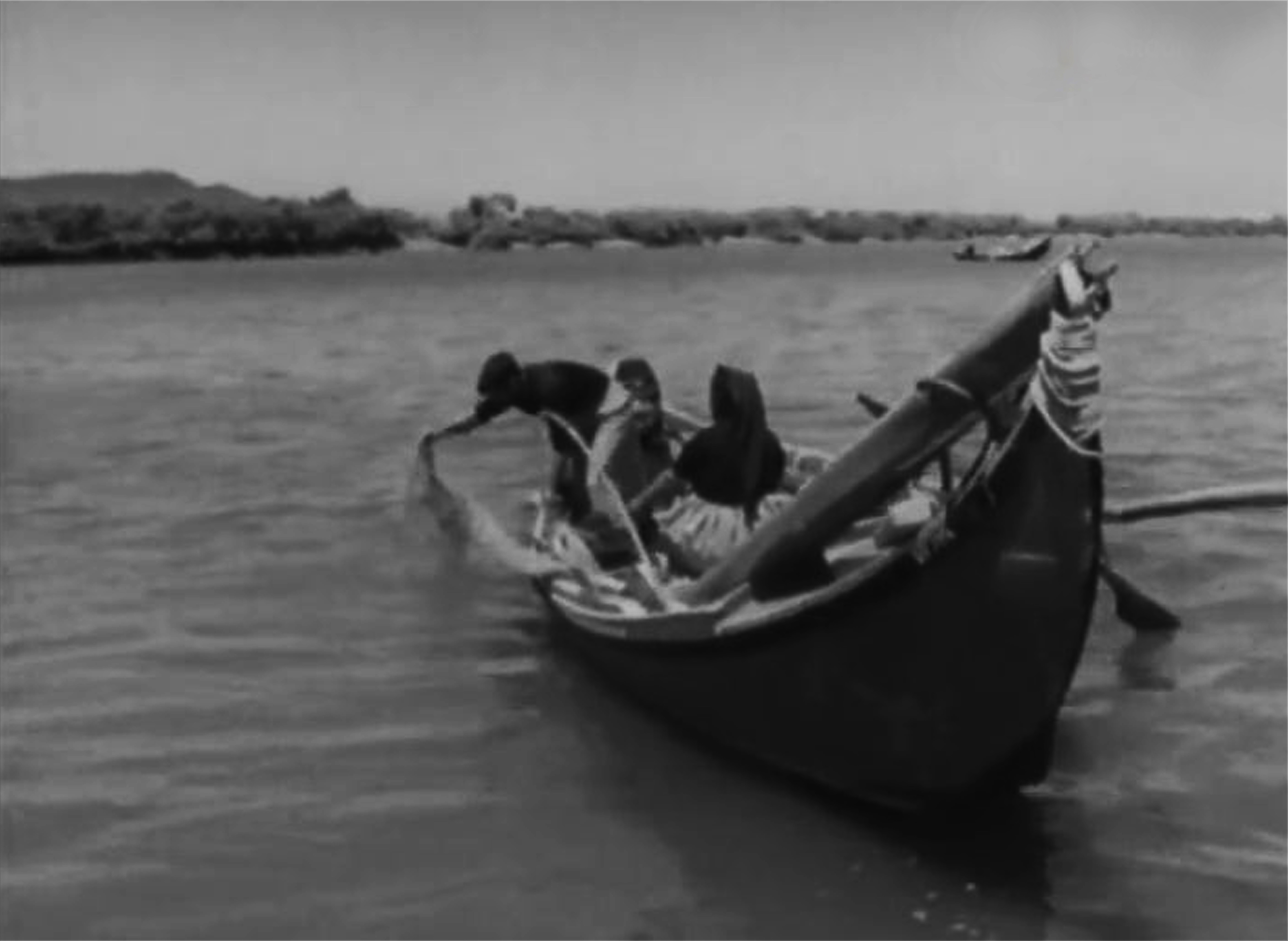
Zaragata com a ajuda da sua mulher pescando no Tejo

## Produção
É uma co-produção de Ricardo Costa com a RTP. O filme foi inserido no programa de sua autoria Mar Limiar, série de vinte e nove filmes documentários sobre a vida dos pescadores da costa de Portugal. A participação da RTP nestes filmes consistia no fornecimento de película, laboratório, montagem e misturas. Havia uma pequena participação financeira nos custos de produção. Tudo o resto era assumido pelo produtor.[carece de fontes?]
Na realização deste filme foram usadas duas câmaras leves de 16mm (Paillard-Bolex e Beaulieu), gravador de som síncrono, microfones, tripé raramente. Duas luzes a ajudar, era tudo e uma só pessoa. Por vezes havia um operador de som.[carece de fontes?]

A RTP abriu portas às cooperativas de cinema e a alguns independentes, como João César Monteiro ou Ricardo Costa, que assim realizaram parte significativa dos seus filmes. Com frequência se cruzavam nas salas de montagem da RTP muitos dos realizadores de cinema portugueses que nessa época trabalhavam.[carece de fontes?]
Durante cerca de uma década se manteve este modo de colaboração, que se mostrou digna (1975-1985). Foram assim produzidas para a RTP, por um número representativo de realizadores de cinema da época, e com distintos modos de produção, algumas obras que valem tanto pelo seu interesse histórico como artístico,  ficando como património.[carece de fontes?]

## Festivais
- 1976 Oberhausen - (en) Festival Internacional de Curtas de Metragens (Westdeutsche Kutzfilmtage) : primeira parte Ti Zaragata e a Bateira / Histórico [2]

- 1977 Cracóvia - (en) Krakow Film Festival (Festival de Cinema de Cracóvia) : primeira parte: Ti Zaragata e a Bateira / Histórico [3]